# Bourret
Bourret é uma comuna francesa na região administrativa de Occitânia, no departamento de Tarn-et-Garonne. Estende-se por uma área de 16,48 km². Em 2010 a comuna tinha 949 habitantes (densidade: 57,6 hab./km²).